# Glândula
Uma glândula é um órgão constituído de tecido epitelial, cuja utilidade é secretar algumas substâncias com uma função pré-determinada. Esta substância pode ser secretada dentro do sistema circulatório (endócrina) ou fora dele (exócrina). Uma glândula pode conter os dois tipos de função ao mesmo tempo. O pâncreas, por exemplo, contém as duas funções. O pâncreas endócrino é responsável pela produção de insulina e o pâncreas exócrino é responsável pela produção de enzimas digestivas (lipase pancreática, amilase pancreática, tripsina, peptidase e nuclease) responsáveis por ajudar na digestão das proteínas.
O tecido adiposo é a maior glândula endócrina do organismo humano, como ficou provado há pouco tempo. A liberação de diversas substâncias pelos adipócitos (células de gordura) foram reconhecidas, tomando o lugar do fígado .

## Classificação
As glândulas podem ser classificadas segundo muitos critérios. Dentre os mais importantes pode-se citar:
- Quanto ao número de células;
- Quanto a natureza de sua secreção;
- Quanto a forma da glândula;
- Quanto ao seu mecanismo de secreção.

### Quanto ao número de células
Nesse critério, as glândulas são classificadas em:
- Unicelulares: Possuem apenas uma célula, uma porção secretora. Como exemplo temos a Célula caliciforme;
- Pluricelulares: Possuem mais de uma célula, sendo portanto, a maioria das glândulas do corpo humano. É como exemplo, o pâncreas e o fígado.

### Quanto à natureza de sua secreção
Pode dividir quanto a esse requisito em glândulas: 
- Mucosas: Secretam muco. O muco é uma secreção mais densa, de alta viscosidade;
- Serosa: Secretam substâncias serosas, que é algo mais fluido, com grande quantidade de proteínas;
- Mucosserosa ou Mista: Quando secretam muco e substâncias serosas.

### Quanto a forma da glândula
Podem ser diferentes nomes de acordo com a sua disposição espacial. Por isso, possuem diferentes nomes. São esses nomes como: tubular simples, ácinal simples (como os ácinos pancreáticos) e túbulo-ácinal.

### Quanto ao seu mecanismo de secreção
Essa forma é a mais importante de classificação. As glândulas secretam diferentes quantidades de fluido no seu local-alvo. Por isso, devido tanto a essa diferença de quantidade, quanto a constituição desse fluido, dividiu-se as glândulas em 3 tipos:
- Apócrina: Uma porção pequena do pólo apical é liberada juntamente com o produto de secreção. Pode ser a glândula mamária;
- Merócrina: Liberam por exocitose, sem liberar nenhum conteúdo citoplasmático próprio. É a glândula parótida;
- Holócrinas: A célula amadurece, morre e torna-se o produto de secreção. Como exemplo, é a glândula sebácea.